# Yamaga City Overall Gymnasium
Yamaga City Overall Gymnasium er en indendørs multiarena i Yamaga, Japan, med plads til 2.100 tilskuere til håndboldkampe.
Arenaen bliver benyttet under VM i håndbold 2019 for kvinder, hvor gruppekampe skal spilles i.